# Joochen Laabs
Joochen Laabs (* 3. Juli 1937 in Dresden) ist ein deutscher Schriftsteller.

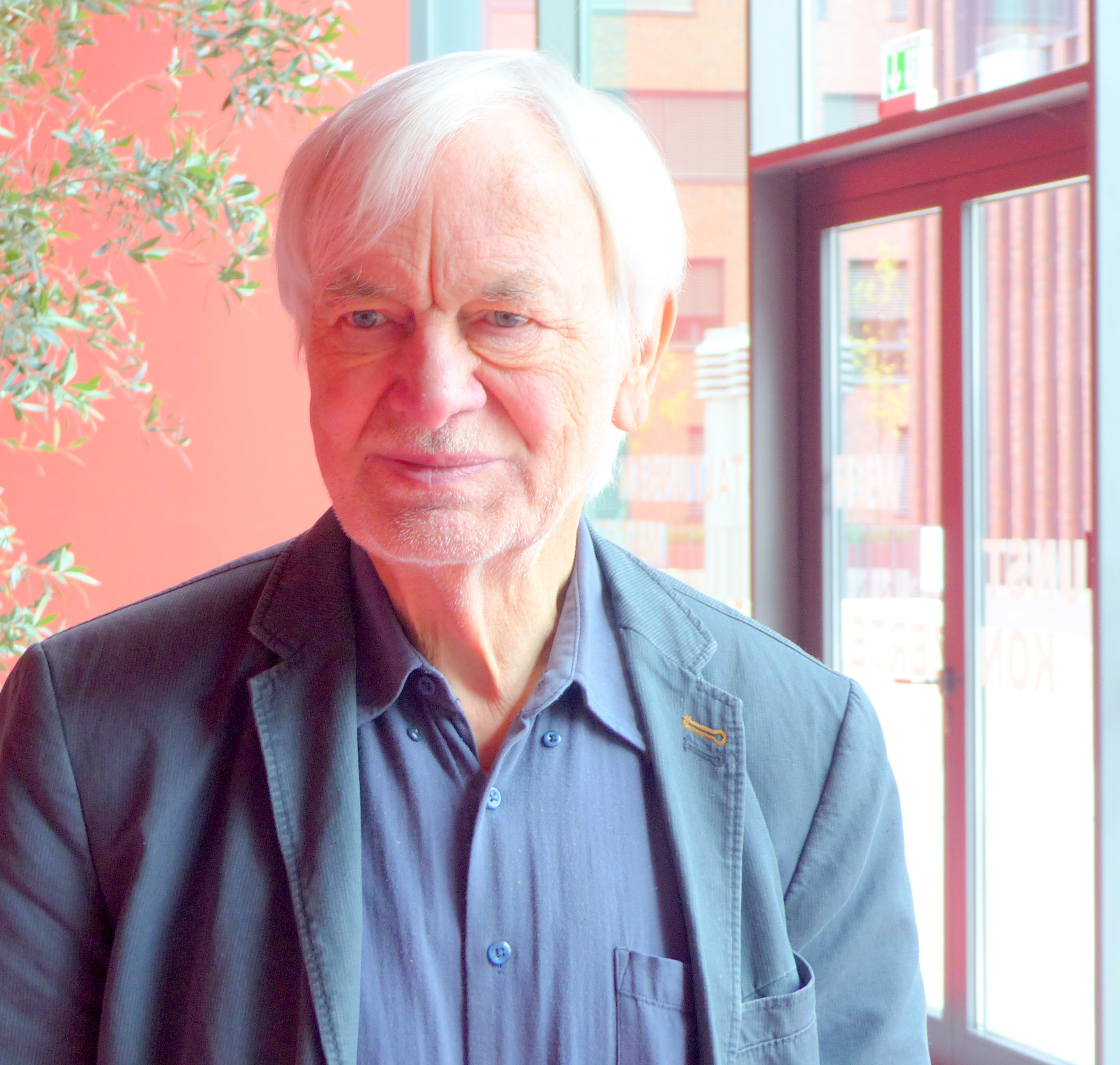
Joochen Laabs (2017)

## Leben
Joochen Laabs ist der Sohn eines Kaufmanns. Er wuchs in Hänchen bei Cottbus auf. Nach dem Besuch der Oberschule von 1951 bis 1955 arbeitete er 1955/56 als Straßenbahnfahrer in Cottbus. Von 1956 bis 1961 studierte an der Hochschule für Verkehrswesen in Dresden. Er schloss das Studium mit dem Grad eines
Diplom-Ingenieurökonomen ab und arbeitete von 1962 bis 1975 als Fachgruppenleiter in der Forschungsstelle für Kraftverkehr und städtischen Verkehr der DDR in Dresden. Ab 1975 lebte er in Berlin, wo er von 1976 bis 1978 der Redaktion der Literaturzeitschrift „Temperamente“ angehörte. Nachdem man ihn mit deren gesamter Redaktion als Folge des Biermann-Protestes entlassen hatte, wurde Laabs freier Schriftsteller. 1986, 1991 und 1997 hielt er sich als Gastprofessor an amerikanischen Universitäten auf. Er lebt heute in Berlin und in Mecklenburg-Vorpommern.
Joochen Laabs ist Verfasser von Romanen, Erzählungen und Gedichten. Er wurde bekannt in den Sechzigerjahren mit lyrischen Arbeiten, die durch ihre Alltagsthematik und ihren jugendlichen Ton seinerzeit als Ausdruck eines modernen sozialistischen Lebensgefühls galten. Auch in Laabs' Romanen und Erzählungen herrscht die psychologisch nuancierte Schilderung des Gegenwartsalltags vor. In „Der Ausbruch“ wird die Reflexion über eheliche Erstarrung zur Kritik an entsprechenden Phänomenen der DDR-Realität.  In seinem Roman „Der Schattenfänger“ behandelt er die Problematik des Schriftstellerdaseins in der Spätphase der DDR, in „Späte Reise“ verarbeitet er seine Erfahrungen aus seinen USA-Aufenthalten.
Joochen Laabs gehörte seit 1969 dem Schriftstellerverband der DDR und seit 1985 dem P.E.N.-Zentrum der DDR an. Ab 1993 war er Generalsekretär des ostdeutschen P.E.N.-Zentrums und von 1999 bis 2001 Vizepräsident des PEN-Zentrums Deutschland. Laabs wurde 1972 mit der Erich-Weinert-Medaille, 1973 mit dem Martin-Andersen-Nexö-Kunstpreis der Stadt Dresden und 2006 mit dem Uwe-Johnson-Preis ausgezeichnet.
Joochen Laabs ist mit der Autorin Daniela Dahn verheiratet. Ihre gemeinsame Tochter ist die Regisseurin Laura Laabs.

## Werke
- Eine Straßenbahn für Nofretete. Halle (Saale): Mitteldeutscher Verlag 1970.
- Das Grashaus oder Die Aufteilung von 35000 Frauen auf zwei Mann. Halle (Saale): Mitteldeutscher Verlag 1971.
- Die andere Hälfte der Welt. Halle (Saale): Mitteldeutscher Verlag 1974.
- Himmel sträflicher Leichtsinn. Halle (Saale): Mitteldeutscher Verlag 1978.
- Der Ausbruch. Halle (Saale): Mitteldeutscher Verlag 1979.
- Jeder Mensch will König sein. Halle (Saale): Mitteldeutscher Verlag 1983.
- Der letzte Stern. Halle (Saale): Mitteldeutscher Verlag 1988.
- Der Schattenfänger. Halle (Saale): Mitteldeutscher Verlag 1989.
- Verschwiegene Landschaft. Göttingen: Steidl 2001.
- Späte Reise. Göttingen: Steidl 2006.
- Cottbus deine Dichter, innerhalb der Reihe Das Fenster der Städtischen Sammlungen Cottbus. Cottbus: Regia 2011. ISBN 978-3-86929-208-3.
- Ungerechtfertigtes Lamento, Gedichte. Berlin: Quintus 2017. ISBN 978-3-945256-94-7.
- Der Besuch der Mutter. Berliner Geschichten, Berlin: Quintus 2021. ISBN 978-3-96982-028-5.
- Meine Freunde, die Dichter, Berlin: Quintus 2022. ISBN 978-3-96982-044-5.

### Anthologien und Literaturzeitschriften (Auswahl)
- Ralph Grüneberger (Hg.)/Gesellschaft für zeitgenössische Lyrik. Poesiealbum neu. Ausgaben 2/2009, 1/2012.

## Herausgeberschaft
- Lebensmitte. Eine Generation zieht Bilanz. Geschichten aus der DDR. Darmstadt: Luchterhand-Literaturverlag 1988. [zusammen mit Manfred Wolter]